# 큰귀관박쥐
큰귀관박쥐(Rhinolophus macrotis)는 관박쥐과에 속하는 박쥐의 일종이다. 중국과 인도, 인도네시아, 라오스, 말레이시아, 네팔, 파키스탄, 필리핀, 태국, 베트남의 토착종이다.

## 특징
작은 박쥐로 몸통 길이가 47~51mm이고 전완장이 39~48mm, 꼬리 길이가 12~32mm이다. 발 길이는 9~10mm, 귀 길이는 18~27mm이고 몸무게는 최대 7g이다. 털이 짧다. 등 쪽은 밝은 갈색이지만 배 쪽은 갈색빛 노랑이다. 아주 크고 뾰족한 귀를 갖고 있다.

## 생태
인도차이나 석회암 동굴, 탄광에서 작은 무리를 지어 생활하고, 검은둥근잎박쥐와 같은 다른 종과도 함께 지낸다. 높은 고도를 빠르게 비행한다. 추운 기간에는 겨울잠을 잔다. 먹이는 곤충 특히 딱정벌레와 파리 등이다.

## 분포 및 서식지
파키스탄 펀자브주 지역부터 인도 북부, 중국 중부와 남부 지역을 거쳐 인도차이나 수마트라섬과 필리핀까지 남아시아와 동남아시아에 널리 분포한다. 해발 200m와 1,692m 사이의 일차림과 이차림 열대 습윤 숲에서 서식한다.

## 아종
6종의 아종이 알려져 있다.
- R. m. macrotis - 네팔, 인도 우타르프라데시주와 서벵골주, 우타라칸드주, 아삼주, 안드라프라데시주, 메갈라야주, 미얀마 북부, 태국
- R. m. caldwelli (GM Allen, 1923) - 중국 저장성과 장시성, 광둥성, 구이저우성, 푸젠성
- R. m. dohrni (Andersen, 1907) - 말레이반도, 티오만섬, 수마트라섬
- R. m. episcopus (GM Allen, 1923) - 중국 쓰촨성과 산시성, 베트남, 라오스 북부
- R. m. hirsutus (Andersen , 1905) - 필리핀 보홀주와 기마라스주, 루손섬, 민다나오섬, 네그로스섬, 팔라완주
- R. m. topali (Csorba & Bates, 1995) - 파키스탄 펀자브주